# Aleksandr Kovtsjan

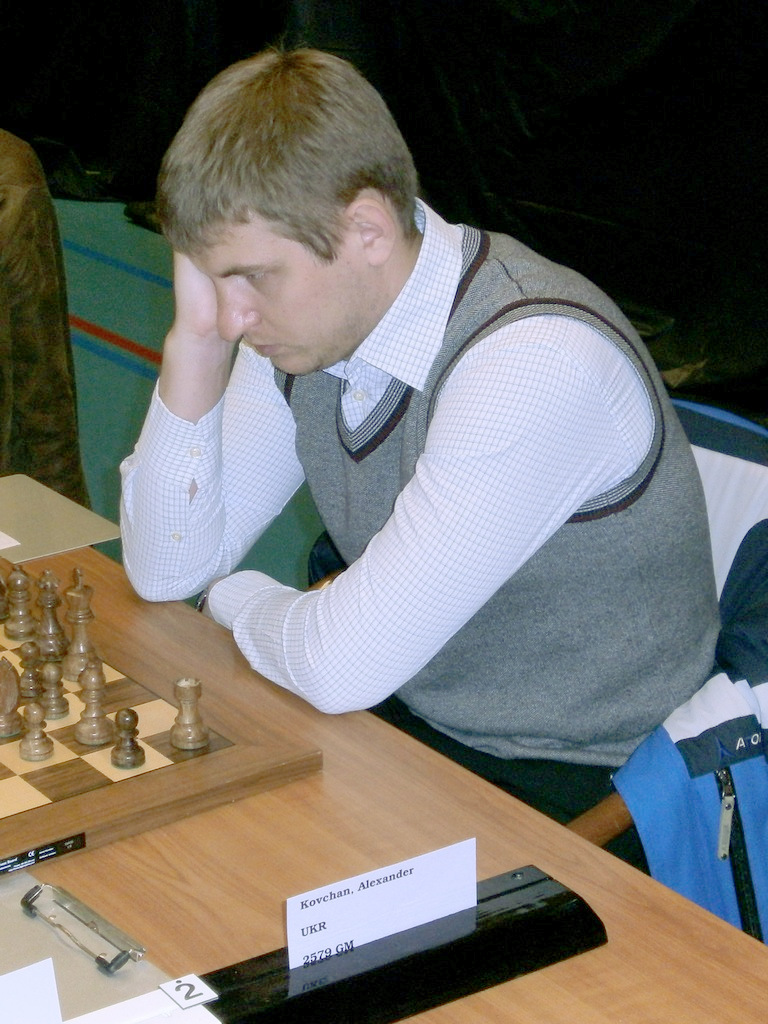
Kovtsjan in Groningen (2012)

Aleksandr Anatolijovitsj Kovtsjan (Oekraïens: Олександр Анатолійович Ковчан) (21 oktober 1983) is een Oekraïense schaker met een FIDE-rating van 2504 in 2005. Hij is sinds 2002 een grootmeester (GM).  
- Hij nam in 1995 voor Oekraïne deel aan de Schaakolympiade voor kinderen.[1]
- Kovtsjan werd in 1998 derde bij het Europees kampioenschap schaken voor jeugd in de categorie tot 16 jaar.
- In oktober 2005 speelde hij mee in het Femida 2005 schaaktoernooi dat in Charkov verspeeld werd en dat met 7.5 pt. uit 11 gewonnen werd door Georgy Arzumanian. Kovtsjan eindigde met 6 punten op een gedeelde vierde plaats.
- In 2011 werd hij gedeeld 2e–5e met Tigran Gharamian, Boris Grachev en Ante Brkić in het Masters Open Schaakfestival in Biel.[2]
- In december 2011 won Kovtsjan gedeeld met Robert Hess het Schaakfestival Groningen met 7 pt. uit 9.[3][4]
- In het Schaakfestival Groningen van 2012 werd hij gedeeld 1e–3e met Zaven Andriasian en Sipke Ernst, waarmee hij recht kreeg op een invitatie voor het 75e Tata Steel Schaaktoernooi in januari 2013.[5]
- Kovchan nam in januari 2013 deel aan Grootmeester-groep C van het 75e Tata Steel Schaaktoernooi in Wijk aan Zee, waar hij met 7½ pt. uit 13 (+3 =9 –1) eindigde als vijfde.[6]
- In augustus 2015 was zijn Elo-rating 2605.

## Externe koppelingen
- (en)   Informatie over schaakpartijen van Aleksandr Kovtsjan op ChessGames.com
- (en)   Informatie over schaakpartijen van Aleksandr Kovtsjan op 365chess.com
- (en)  FIDE-ratinggegevens voor Aleksandr Kovtsjan